# Cardamine purpurascens
Cardamine purpurascens är en korsblommig växtart som först beskrevs av Otto Eugen Schulz, och fick sitt nu gällande namn av Al-shehbaz, T.Y. Cheo, L.L. Lu och Guang Yang. Cardamine purpurascens ingår i släktet bräsmor, och familjen korsblommiga växter. Inga underarter finns listade i Catalogue of Life.